# 6 septembre 2019
Le mardi 6 septembre 2019 est le 249e jour de l'année 2019.

## Décès
Par ordre alphabétique.
- Claude Contis, joueur français de rugby à XV[1]
- Chris Duncan, joueur américain de baseball[2]
- Henri Legohérel, historien du droit français[3]
- Bernard Louzeau, officier de la Marine nationale française[4]
- Robert Mugabe, homme politique zimbabwéen[5]
- Chester Williams, joueur sud-africain de rugby à XV[6]

## Événements

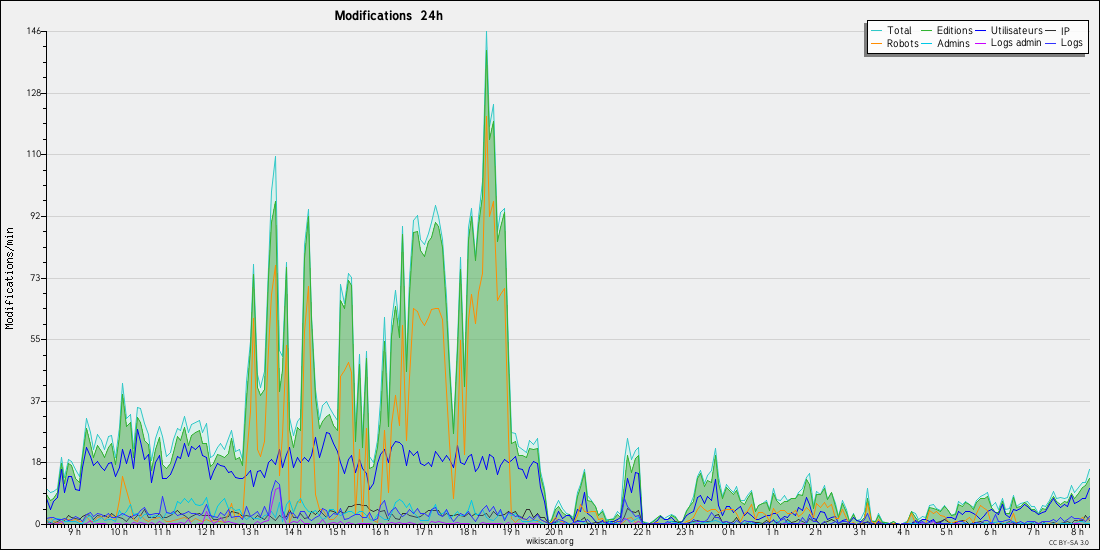
Activité de Wikipédia du 6 septembre 2019 relevée par fr.wikiscan.org.

- Wikipédia : vers 19:45, attaque par déni de service sur les serveurs des Pays-Bas. L'attaque touche plusieurs langues, dont Wikipédia francophone, italienne, allemande, arabe.
- Le premier gouvernement du Soudan après la mort d'Omar el-Bechir est formé, dirigé par Abdallah Hamdok[7]
- Au Venezuela, les partis politiques acceptent que le poste de président de l'Assemblée nationale fasse l'objet d'une rotation annuelle[8]
- En Inde, les autorités spatiales perdent le contact avec la fusée « Vikram » qui devait se poser sur la Lune.